# Lubjana Piovesana
Lubjana Piovesana (* 3. Jänner 1997 in Birmingham) ist eine für Österreich startende Judoka. Sie trägt den 1. Dan. Ihr Spitzname ist „Lulu“.  Lubjana Piovesana startet für den Verein UNION Leistungszentrum Hohenems Judo Vorarlberg (LZ Hohenems).

## Werdegang

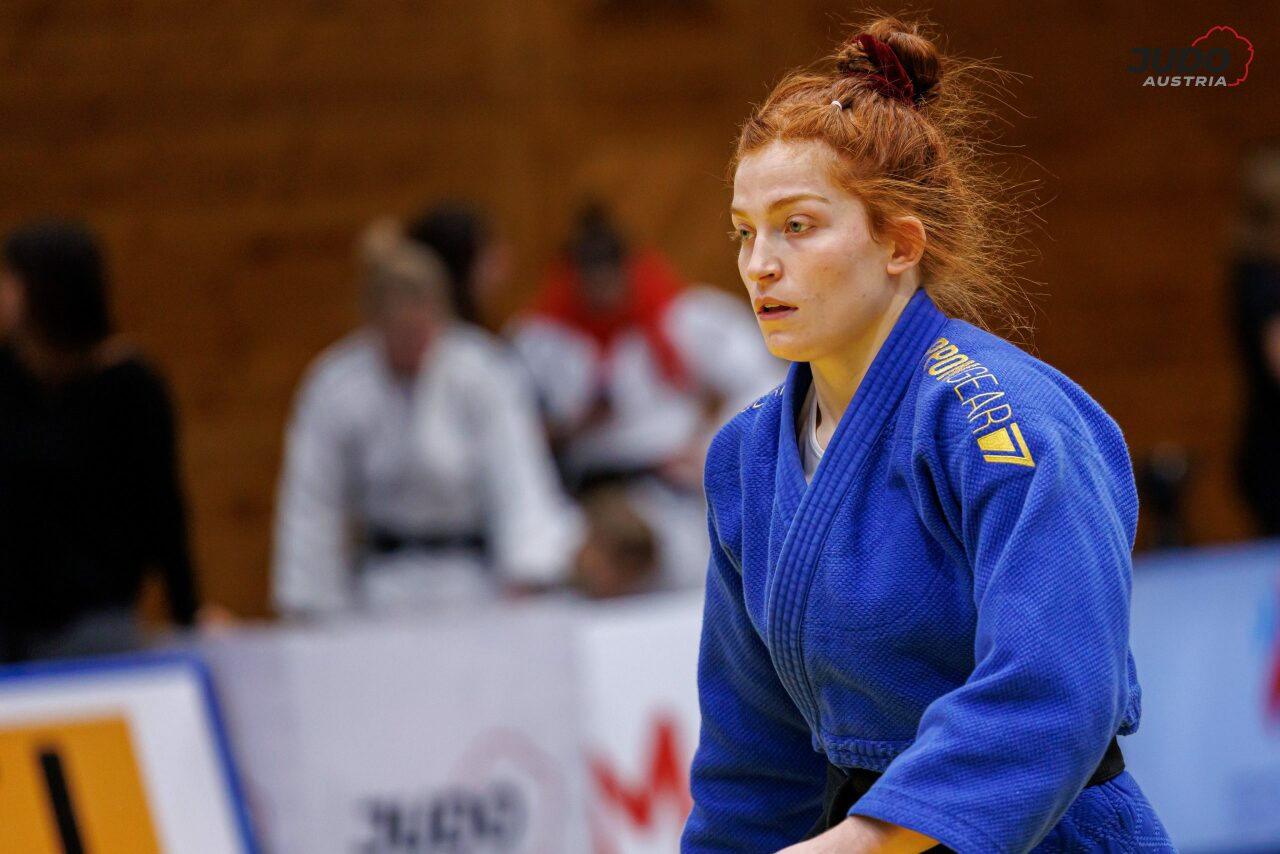
Lubjana Piovesana in der Österreichischen Damen-Bundesliga, 2022

Lubjana Piovesana wurde als Tochter einer Belgierin und eines Italieners in Birmingham geboren.
2017 wurde sie Dritte bei den Judo-Juniorenweltmeisterschaften in Kroatien. Im November 2018 wurde Piovesana in Győr (Ungarn) U23-Europameisterin. 2019 konnte sie den Marrakech Grand Prix in Marokko für sich entscheiden. Bis 2021 startete Lubjana Piovesana für Großbritannien. Die gebürtige Britin beklagte im britischen Verband massives Mobbing und gewaltsame körperliche Übergriffe. Sie sammelte 1811 Punkte im IJF Olympia Ranking und qualifizierte sich mit Rang 35 in ihrer Gewichtsklasse nicht für die Sommerspiele in Tokio.
Am 19. Oktober 2022 wurde ihr die österreichische Staatsbürgerschaft verliehen. Seit Jänner 2023 ist Piovesana Teil des österreichischen Nationalteams. Im Oktober 2023 wurde sie zum ersten Mal österreichische Staatsmeisterin. Im Februar 2024 konnte sie im Halbmittelgewicht das Judo-Grand-Slam-Turnier in Baku für sich entscheiden. Im Mai holte sich die 27-Jährige die Goldmedaille beim Grand Slam in Dushanbe. Sie konnte sich im Finale gegen die Russin Dali Liluaschwili durchsetzen und sich damit die Olympia-Qualifikation für die Spiele in Paris sichern.

### Olympische Sommerspiele 2024
Lubjana Piovesana nahm den Olympischen Spielen 2024 sowohl in der Gewichtsklasse bis 63 kg als auch im Mixed-Team (zusammen mit Katharina Tanzer, Michaela Polleres, Samuel Gaßner, Wachid Borchashvili und Aaron Fara) teil.  Sie erreichte in ihrer Gewichtsklasse den Finalblock und kämpfte sich in ein Duell um Bronze. Dort unterlag sie der Französin Clarisse Agbegnenou mit einer Ippon-Wertung per Wurf und belegte den fünften Rang. Die erste Begegnung im Mixed-Team-Bewerb gegen Deutschland endete mit 1:4 und das österreichische Team belegte den neunten Platz.

## Mannschaftsmeisterschaft
Piovesana kämpfte 2019, 2023 und 2024 für den TSG Backnang in der Deutschen Judo-Bundesliga.
2022 startete Lubjana Piovesana in der Österreichischen Frauen Judo Bundesliga für das Team UJZ Mühlviertel. Hier konnte sie drei von vier Kämpfen für sich entscheiden und wurde nur von der Wimpassingerin Michaela Polleres besiegt.

## Privates
Seit 2018 ist sie mit dem Vorarlberger Judoka Laurin Böhler liiert und die beiden leben in Lochau am Bodensee. Piovesanas jüngerer Bruder wurde im März 2025 tot in England aufgefunden.